# Nationalpark El Leoncito

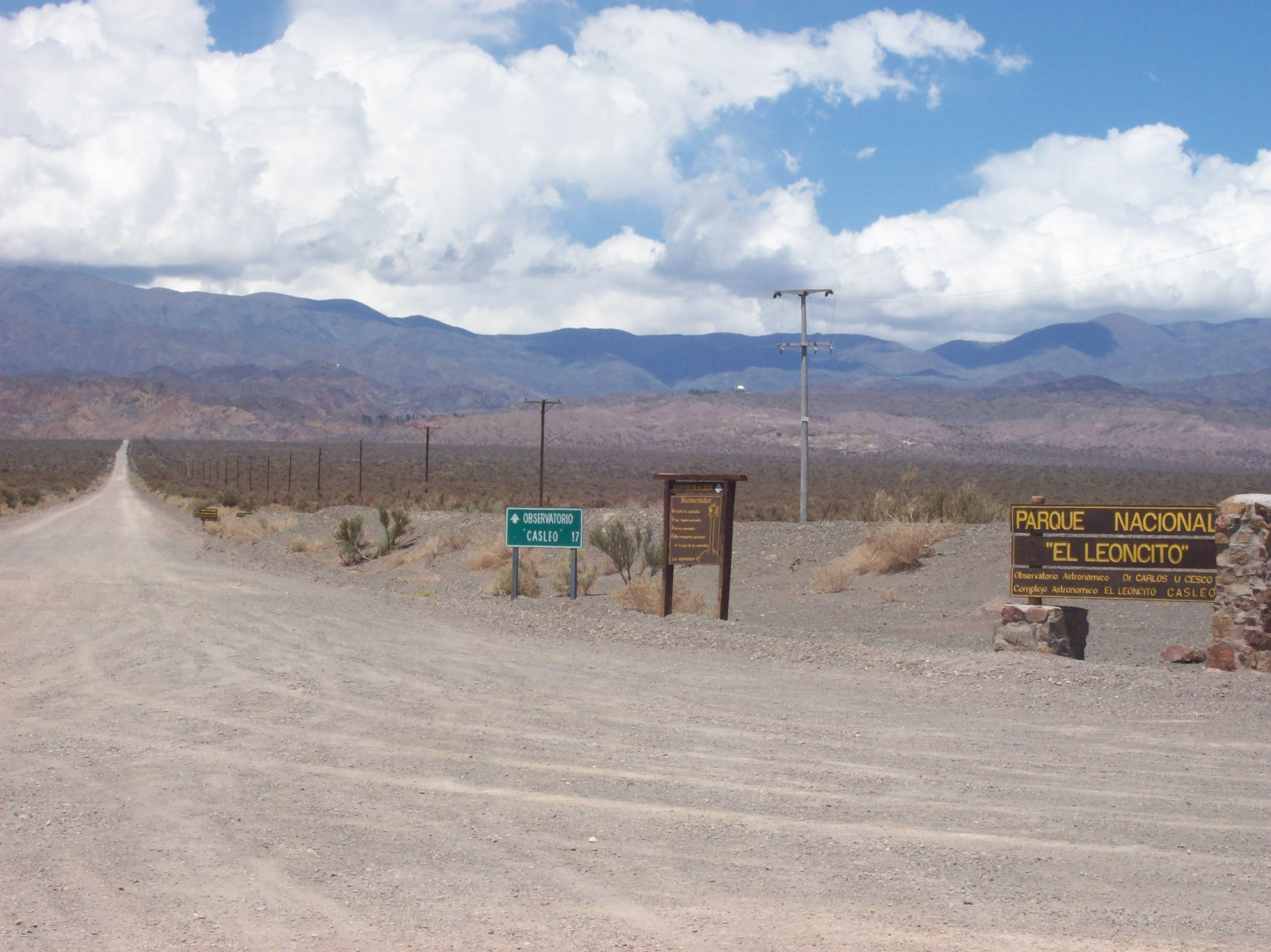
Eingang zum Nationalpark

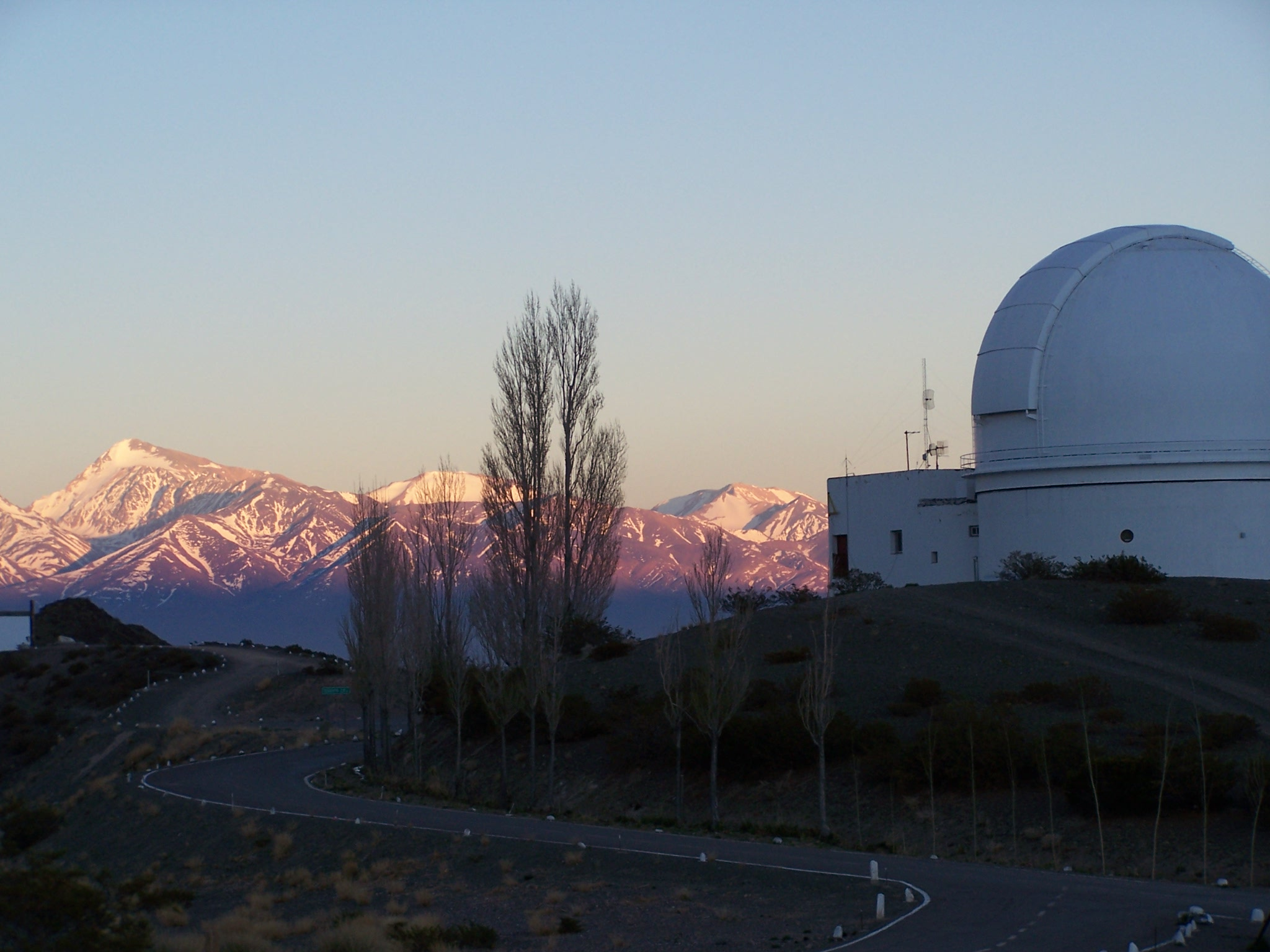
Astronomische Einrichtung Leoncito

Der Nationalpark El Leoncito ist ein Schutzgebiet in der argentinischen Provinz San Juan (im Süden des Departamento Calingasta). Es existiert seit 1994 und wurde im Jahr 2002 zum Nationalpark erklärt, der ein Gebiet von 760 km² umfasst. Ziel ist der Schutz der dortigen Puna mit der zugehörigen Flora (vorwiegend Sträucher) und Fauna (unter anderem Guanakos, Darwinnandus und Wanderfalken). Außerdem befinden sich im Nationalpark schützenswerte archäologische und paläontologische Stätten (unter anderem die Reste eines alten Inkaweges). Aufgrund der guten Sicht (wenig Bewölkung, steppenhaftes/wüstenhaftes Klima) und der Abgeschiedenheit (keine Luftverschmutzung, keine Lichtverschmutzung) befinden sich zwei Sternwarten im Nationalpark, die Astronomische Einrichtung Leoncito und das Felix-Aguilar-Observatorium. Der Nationalpark liegt sehr abgeschieden, die nächsten Orte mit mehr als 2.000 Einwohnern sind Barreal, 30 km nördlich des Parks und Calingasta, 70 km nördlich des Parks.